# Manu Keirse
Emmanue͏̈l Antoine Gerard Cornelius (Manu) Keirse (Brugge, 5 februari 1946) is een Vlaams klinisch psycholoog en licentiaat in de medico-sociale wetenschappen. 

## Levensloop
Hij werkte op het kabinet van het ministerie van Consumentenzaken, Volksgezondheid en Leefmilieu, was directeur van de Patiëntenbegeleiding van de Universitaire Ziekenhuizen KU Leuven en directeur-bestuurder van het Regionaal Ziekenhuis in Leuven. Keirse geeft les aan de faculteit geneeskunde van de Katholieke Universiteit Leuven en aan de Benelux-universiteit in Eindhoven. Door zijn doctoraat-studie werd hij expert in patiëntenbegeleiding, rouwverwerking en palliatieve zorg. Sinds 2012 is hij secretaris voor gezinspolitiek bij de Gezinsbond.

## Publicaties
- Zwangerschap, een familiegebeuren, 1978.
- Aarzelen aan de deur. Over zieke en ziekenhuis, 1981.
- Patiëntenbegeleiding, 1981.
- Psychosociale aspecten van patiëntenzorg, Delen I-IV, 1982-1988.
- Wat meer is is de mens. Over zingeving aan het ziekbed, 1985.
- Zorgbehoeften van bejaarden opgenomen in acute algemene verzorgingsinstellingen, 1986.
- Patiëntenbegeleiding in het ziekenhuis en morgen, 1986.
- Helpen bij verlies en verdriet. Een gids voor het gezin en de hulpverlener, Lannoo, 1995
- Omgaan met ziekte. Een gids voor de patiënt, het gezin en de zorgverlener, Lannoo, 2004
- Rouw kent geen regels
- Afscheid van moeder. Als sterven een stuk leven wordt
- Van het leven geleerd, Lannoo, 2009
- Later begint vandaag, antwoorden over de laatste levensfase, palliatieve zorg en euthanasie, Lannoo (uitgeverij) D/2011/45/154-ISBN 978 90 209 9564 0 - NUR770
- Kinderen helpen bij verlies. Een boek voor al wie van kinderen houdt, Lannoo, 2002
- Helpen bij ziekte en pijn
- Omgaan met een miskraam
- Vingerafdruk van verdriet
- Licht in het duister
- Stil verdriet, (luisterboek)
- Als je een prille zwangerschap verliest
- Zie de mens (2014)
- Anders leven: Pleidooi voor een humanere en meer verbonden samenleving

## Erkenning
In 2018 ontving hij een Ereteken van de Vlaamse Gemeenschap. In 2025 werd hij benoemd tot baron.